# Duna-glaciális

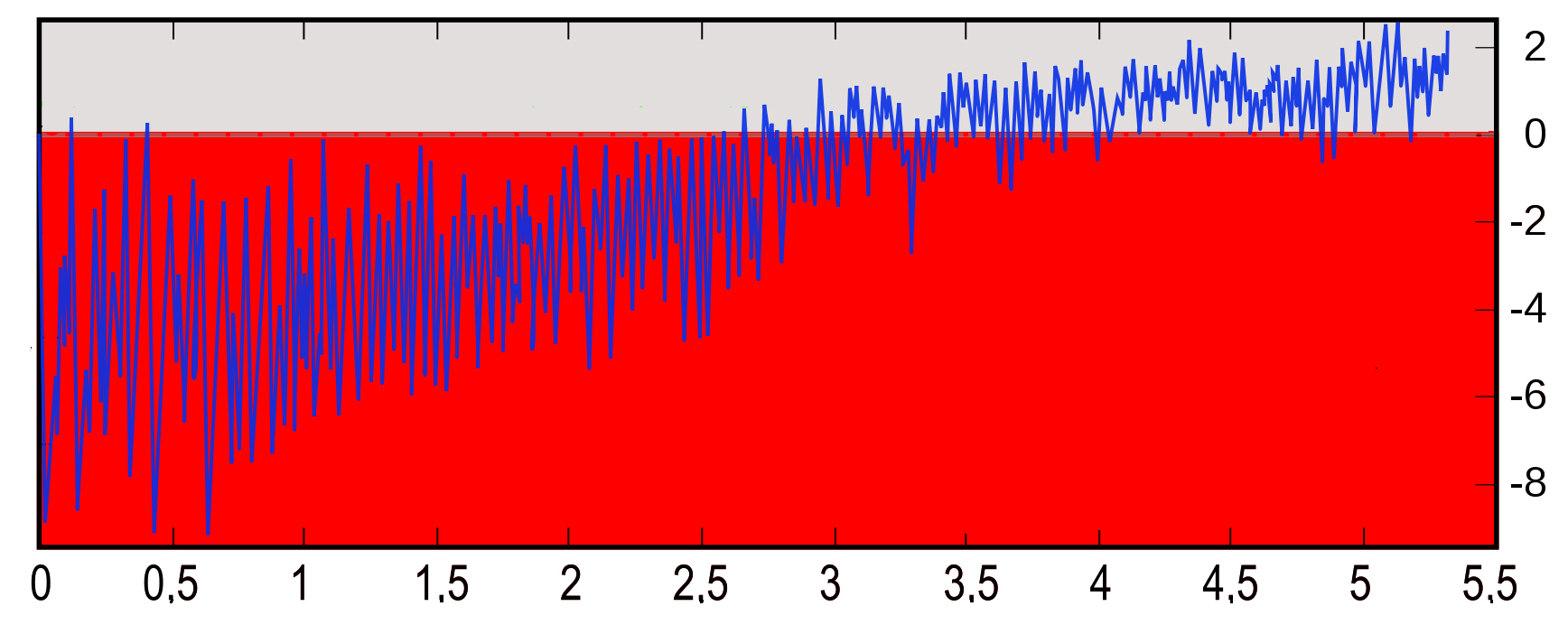
Az utóbbi ötmillió év hőmérsékletváltozásai

A Duna-glaciális a kainozoikumi eljegesedés második lehűlési fázisának alpi neve. 1930-ban Barthel Eberl nevezte el, mivel a Duna felső folyása mentén tapasztalható lehűlési periódusról van szó. 1,70 millió éve kezdődött és 1,38 millió éve ért véget, ez a pleisztocén második szakaszának, a calabriainak első fele. Körülbelül megegyezik az észak-európai Eburon-glaciálissal, bár ott kissé hamarabb, mintegy 1,8 millió éve kezdődött. Észak-Németországban és a Németalföldön Pinnau-glaciális a neve. A glaciális kezdetét és végét eltérően adják meg egyes források, mivel egyrészt nehéz konkrét időhatárt megállapítani egy fokozatos folyamatban, másrészt nehezen különíthetők el a jellegzetes geológiai képződmények, amelyek alapján a korszakhatárokat általában megállapítják. Ehhez járul, hogy földrajzi egységenként más és más időpontokra tehető a tényleges jegesedés kezdete.

## Általános jellemzői
A Duna-glaciális a rövid ideig tartó Biber–Duna-interglaciálist követte 1,7 millió évvel ezelőtt. Európa északi térségein már 1,8 millió évvel ezelőtt glaciális kezdődött (Eburon-lehűlés), majd Európa csaknem egészét ismét gleccserek és állandó jégtakaró borították el. Az Alpok térségének jegesedését nevezzük Duna-glaciálisnak. Az erdők ismét hideg sztyeppekké, majd tundrákká és permafroszttá alakultak át. Az alpi orogén ciklus utolsó szakasza tektonikusan aktív; törésrendszerek, földrengéses zónák és kiújuló vulkanizmus jellemzi. Emellett e korszakban a mágneses pólusok is felcserélődtek.
Magyarországon a villányium üledékképződési ciklus második felével és a biharium kezdetével esik egybe. A villányiumban még meleg és száraz éghajlat uralkodott, a Kretzoi Miklós által „tevés–struccos faunának” nevezett életközösség jelzi ezt. A bihariumban megkezdődött a medencék süllyedése és bár egészen a Günz-glaciálisig elnyúlik, még nem következik be a tundrásodás.

## Földrajzi változások
Az alpi orogén ciklus kiújuló tektonikus mozgásai a korban mélyrehatóan átalakították Európa geográfiáját. A Német-középhegység és az Alpok tovább emelkedik, miközben árkos beszakadások terjednek. Egyes kőzettestek lezökkennek, szinte elképzelhetetlen mértékben süllyednek meg: az alsó Rajna-vidék 175 méterrel került mélyebbre, sőt a mai Hollandia területe 600(!) métert süllyed. Eközben intenzív vulkanizmus indult meg a gyűrődési zónákban. A tektogén plutonizmus hatalmas intrúziókat hoz létre, amelyek egy része megreked a mélyben, más része magmakamraként funkcionál és tűzhányókat táplál. Ezek az orogén fázisban szinorogén és szubszekvens rétegvulkánokat hoznak létre, majd a posztorogén szakaszban híg, bázikus lávafolyásokkal járnak.
Az éghajlati és növényzeti jellegzetességek miatt az eurázsiai földrészen kiterjedt löszmezők képződnek. Legjellemzőbb kifejlődései Kínában és a Kárpát-medencében vannak. Mindenhol nagy vastagságú törmelékes összletek képződnek. Elsősorban a finomszemű szemcseméretből, amelyet a szél szállít, másodsorban a gleccserek révén. A gleccsermorénák osztályozatlan törmeléket (breccsát) csiszolnak le az alapkőzetből, magukkal viszik és a megolvadás helyén leteszik. A gleccserek egykori útját vonszolásnyomok és háztömbnyi méretű görgetegek jelzik, végpontjait a gleccseriszap és maradványtavak. A jéghatár közelében az állandó fagyás-olvadás szintén szétmállasztja a kőzeteket, amely törmeléket az olvadékvíz szállít el.
A Duna-glaciális kezdete csaknem egybeesik az 1,67 millió évvel ezelőtti pólusváltással. A Föld mágneses pólusai a mainak megfelelő polaritásról átváltanak az ellenkezőjére. Az állapot nem stabilizálódik, 0,99 millió évvel ezelőtt ismét visszafordult, majd 0,91 és 0,72 millió éve megint. A teljes negyedidőszakban négy pólusváltás volt összesen. Mind a négy alig 900 000 év alatt, míg jelenleg 720 000 éve állandó.

## Éghajlata
A lehűlés nem igazán globális, bár a trópusokon is érezhető a hatása. A Föld átlaghőmérséklete alig 4 °C-kal alacsonyabb, mint ma, azonban az eljegesedett területek akár 8–12 °C-os lehűlést is mutatnak. A hőkiegyenlítés akadozását mutatja, hogy alig valamivel az eljegesedett területektől délre szinte mindenhol szubtropikus éghajlat alakult ki. A trópusi fahatár mintegy 1000 méterrel lejjebb volt, mint a mai, a hóhatár 1000–1300 méteres tengerszint feletti magasságra került. Alaszka a száraz éghajlat miatt nem jegesedik el újra, éppígy Kelet-Szibéria sem, mindkét helyen a 60. szélességi fok a jéghatár. Ezzel ellentétben Európa és Észak-Amerika akár a 40. szélességi fokig is állandó jéggel borított. Észak-Amerika nyugati részén az éghajlat a maihoz hasonló, de a telek valamivel melegebbek és csapadékosabbak.
A glaciálisok mindig instabil éghajlati viszonyokat jelentenek a Duna-glaciális alig 300 000 éve alatt három hidegebb (stadiális) és köztük két melegebb (interstadiális) periódus mutatható ki.
| északi szélesség (fok) | korábbi átlaghőmérséklet (°C) | glaciális átlaghőmérséklet (°C) | interglaciális átlaghőmérséklet (°C) | mai átlaghőmérséklet (°C) |
| ---------------------- | ----------------------------- | ------------------------------- | ------------------------------------ | ------------------------- |
| 0                      | 31                            | 26                              | 29                                   | 28                        |
| 20                     | 29                            | 20                              | 28                                   | 25                        |
| 40                     | 24                            | 6                               | 20                                   | 16                        |
| 60                     | 15                            | –25                             | 9                                    | 2                         |
| 80                     | 8                             | ?                               | –1                                   | –17                       |

## Élővilága
A Duna-glaciális idején tűnik fel a Homo habilis és Homo erectus, mint az emberek első képviselői. Az európai állatvilágra a hidegtűrő emlősök terjedése jellemző, mint a valódi elefántfélék (Archidiscodon), később a mamutok, a gyapjas orrszarvúfélék és rénszarvasok. Elszigetelt területeken – mint Madagaszkár és Új-Zéland – hatalmas futómadarak alakultak ki. A hideg éghajlathoz való alkalmazkodás alakította ki a pleisztocén megafaunát.
A növényvilágban az extrém hideg (szubarktikus–sarkvidéki) éghajlatra jellemző Dryas-flóra egyre délebbi megjelenése tapasztalható. A Dryas-flóra az Alpok és Észak-Európa közti jégmentes sávon tenyészett. Nevét a havasi magcsákóról (Dryas octopetala) kapta, mohafélék (például Distichium capillaceum, Tortula ruralis), kőtörőfűfélék (Saxifragaceae), a havasi borkóró (Thalictrum alpinum), a törpenyír (Betula nana) és kúszófűzek (Salix polaris, S. herbacea, S. reticulata, S. myrsinites), kissé enyhébb éghajlaton nyír (Betula), rezgő nyár (Populus tremula), erdeifenyő (Pinus silvestris) és lucfenyő (Picea) foltokkal, amelyek nem alkotnak összefüggő erdőséget. A jégmentes térségek leggyakoribb növényei a fedelékes kőtörőfű (Saxifraga oppositifolia) és a havasi medveszőlő (Arctostaphylos alpina). Ebből a korból ismert először az őszirózsafélék növénycsaládja.

## Befejezése
A Duna-glaciálist a Duna–Günz-interglaciális váltotta fel mintegy 1,38 millió évvel ezelőtt.